# Jerzy Dęga
Jerzy Dęga (ur. w 1943, zm. 16 czerwca 2017) – polski działacz związkowy, radny Rady Miejskiej Sieradza.

## Życiorys
Od 1980 roku był działaczem NSZZ Rolników Indywidualnych „Solidarność”. W okresie PRL-u organizował struktury gminne Związku oraz współpracował z Ogólnopolskim Komitetem Oporu Rolników, kolportując ulotki i prasę podziemną.
Po upadku komunizmu pełnił funkcję przewodniczącego Rady Wojewódzkiej NSZZ RI „Solidarność” Województwa Łódzkiego, a w 2016 roku otrzymał tytuł honorowego Przewodniczącego Rady Wojewódzkiej NSZZ RI „Solidarność” w Łodzi. Piastował funkcję radnego Rady Miejskiej Sieradza oraz zasiadał we władzach Stronnictwa Ludowego "Ojcowizna". Był również uczestnikiem licznych protestów rolniczych.
Mieszkał i został pochowany w Charłupi Małej.

## Odznaczenia
W uznaniu swych zasług został odznaczony Złotą Odznaką Zasłużony dla NSZZ RI „Solidarność” (2011) oraz Krzyżem Kawalerskim Orderu Odrodzenia Polski (2016).